# Strindfjord
Der Strindfjord ist ein Teil des Trondheimfjords in dessen Südbereich, auf dem Gebiet der Gemeinden Trondheim, Malvik und Levanger im norwegischen Fylke Trøndelag. 

## Geografie
Er befindet sich nordöstlich von Trondheim zwischen Trondheim, Frosta und Stjørdal. Üblicherweise betrachtet man das Seegebiet zwischen dem Trondheimer Stadtteil Lade und den Orten Frosta, Malvik und Skatval als den Strindfjord. Das sehr fischreiche Gewässer ist bekannt dafür, dass es sehr stürmisch werden kann, und viele Fischer aus den umliegenden Siedlungen haben dort ihr Leben verloren.
Im Westen geht der Strindfjord in den Flakkfjord nordwestlich von Trondheim über. Im Osten schließen sich an, als Ausläufer des Strindfjords, der Stjørdalsfjord in Richtung Stjørdal im Südosten (zwischen Malvik, Skatval und Stjørdal) und der Åsenfjord im Nordosten (zwischen Frosta, Skatval und Åsen), zu dessen Nebenarmen wiederum der Lofjord, der Fættenfjord und der Avikfjord zählen.

## Verkehr
Die Europastraße 6 (E 6), Abschnitt Trondheim—Narvik, verläuft entlang der Südseite des Strindfjords. Der Flughafen Trondheim befindet sich am östlichen Ende des Stjørdalsfjords.